# Curtis Martin
Curtis James Martin Jr. (Pittsburgh, Pensilvania, 1 de mayo de 1973), más conocido como Curtis Martin, es un exjugador profesional estadounidense de fútbol americano que se desempeñó en la posición de running back en la National Football League (NFL). Es miembro del Salón de la Fama del Fútbol Americano Profesional.

## Carrera
Martin jugó como profesional tres temporadas en New England Patriots (1995-1997), después pasó a New York Jets, donde jugó ocho temporadas (1998-2005), y fue el equipo en el que se retiró.

## Reconocimiento
El 4 de agosto de 2012, ingresó como miembro al Salón de la Fama del Fútbol Americano Profesional.